# Poids super-welters
Pour les articles homonymes, voir Poids (homonymie).
Poids super welters (ou super mi-moyens) est une catégorie de poids en sports de combat.
En boxe anglaise professionnelle, elle concerne les athlètes pesant entre 66,678 kg (147 livres) et 69,853 kg (154 livres).
Cette catégorie n'existe plus en boxe anglaise amateur (olympique).

## Boxe professionnelle

### Titre inaugural
| Organisation | Boxeur             | Date            |
| WBA          | Denny Moyer        | 20 octobre 1962 |
| WBC          | Denny Moyer        | 19 février 1963 |
| IBF          | Mark Medal         | 11 mars 1984    |
| WBO          | John David Jackson | 8 décembre 1988 |

## Boxe amateur

### Champions olympiques
- 1952 :  László Papp
- 1956 :  László Papp
- 1960 :  Wilbert McClure
- 1964 :  Boris Lagutin
- 1968 :  Boris Lagutin
- 1972 :  Dieter Kottysch
- 1976 :  Jerzy Rybicki
- 1980 :  Armando Martínez
- 1984 :  Frank Tate
- 1988 :  Park Si-hun
- 1992 :  Juan Carlos Lemus
- 1996 :  David Reid
- 2000 :  Yermakhan Ibraimov